# Wladimir Matwejewitsch Makowski

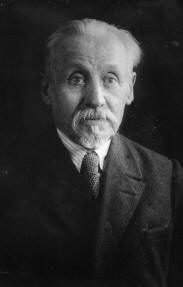
Wladimir Matwejewitsch Makowski

Wladimir Matwejewitsch Makowski (russisch Владимир Матвеевич Маковский; * 15. Julijul. / 27. Juli 1870greg. in Jeisk; † 3. Januar 1941 in Charkow) war ein russisch-sowjetischer Maschinenbauingenieur und Hochschullehrer.

## Leben
Makowski, Sohn eines Lehrers, besuchte die Realschule in Wladikawkas und studierte ab 1887 am Charkower Technologischen Institut mit Abschluss 1894. Ab 1896 arbeitete Makowski in den Hauptdampflokomotivwerkstätten der Kursk-Charkow-Sewastopol-Eisenbahn in Charkow. Er war Mitglied der Sozialdemokratischen Arbeiterpartei Russlands. Als Teilnehmer der revolutionären Bewegung wurde er verhaftet und nach Grosny verbannt, wo er in der Erdölindustrie arbeitete.
Ab 1904 lehrte Makowski am Jekaterinoslawer Bergbau-Institut, Seine Forschungsarbeiten führten zu Neuerungen in der Erdöl-, Hütten- und Bergbau-Industrie. Insbesondere schuf er als Erster in Russland mit seinen Untersuchungen die Grundlagen für die Entwicklung der Gasturbine als neue energieeffizientere Wärmekraftmaschine.
Nach der Oktoberrevolution lehrte Makowski weiter am Bergbau-Institut in Jekaterinoslaw (ab 1926 Dnepropetrowsk). Er gründete 1921 eine der ersten RabFaks. Im selben Jahr verteidigte er seine Doktor-Dissertation. Von Januar 1927 bis Februar 1928 war er Rektor des Bergbau-Instituts. Die Gasturbinenentwicklung wurde auf der Basis der Arbeiten Makowskis von Nikolai Briling und Wladimir Uwarow in Moskau verstärkt fortgeführt.
1930 ging Makowski nach Charkow und lehrte am neuen Mechanik-Maschinenbau-Institut, das bis dahin eine Fakultät des Charkower Technologischen Instituts war. 1932 richtete er dort den Lehrstuhl für Turbinenbau und 1933 das erste sowjetische Gasturbinenlaboratorium ein. 1935 wurde er Mitglied der KPdSU und 1936 Vorsitzender der Ingenieurswissenschaftlergesellschaft für Energietechnik und Telekommunikation. Er entwickelte eine wassergekühlte Gasturbine mit einer Leistung von 1000 PS, die als Makowski-Turbine bekannt wurde. Die Turbine wurde 1940 im Charkower Turbinengeneratorenwerk gebaut und im Donbas in Gorlowka eingesetzt, wo die Untertage-Kohlevergasung realisiert wurde.